# 魯一同

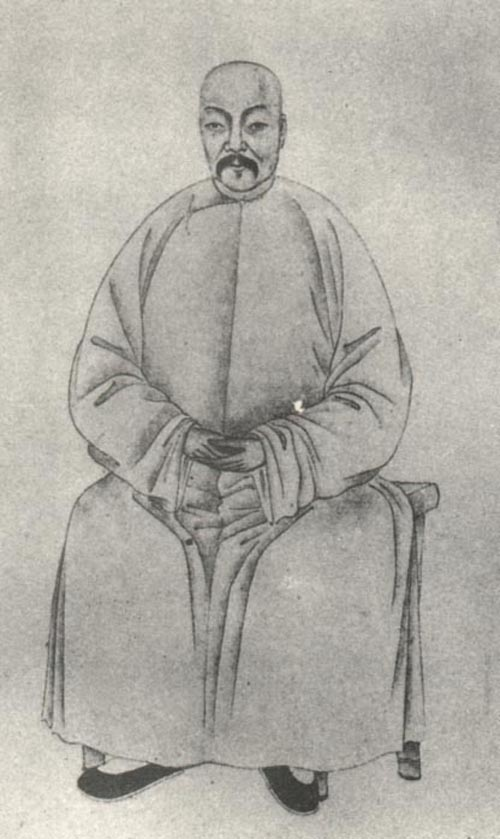
《清代學者像傳》之魯一同

魯一同（1805年—1863年），字通甫、一字蘭岑，號白耷山人，江蘇省淮安府清河縣（今江蘇省清河市）人，清朝政治人物。

## 生平
幼年從學于潘德輿，與吳昆田、孔繼鑅、葉名澧、湯鵬、姚瑩、毛嶽生、丁晏師出同門。道光十五年，鄉試中舉，后會試不第，益研精於學，并精通田賦、兵戎、地理等事。其文學務切世情，受到周天爵、曾國藩的舉薦。戴鈞衡曾建議魯一同擔任江忠源幕僚，遭到謝絕，但仍然寫書建議用兵之計，曾國藩按照其策攻破蘇、浙。同治二年去世。著《邳州志》、《清河志》、《通甫類稿》等。

## 家族
父魯長泰。
有子魯葵、魯蕡、魯芾、魯蘅、魯樾。

## 延伸阅读
[在维基数据编辑]
 《清史稿/卷486》，出自趙爾巽《清史稿》
 在维基共享资源阅览影像